# Будівництво 790 і ВТТ
Будівництво 790 і ВТТ — підрозділ системи виправно-трудових установ ГУЛАГ, оперативне керування якого здійснювало Головне Управління таборів промислового будівництва (рос. ГУЛПС).
Організований 31.05.51;

закритий 14.05.53 (перейменований в Єрмаківське ТВ).
Дислокація: ст. Аврора Туркестано-Сибірської залізниці.

## Виконувані роботи
- обслуговування СУ 790,
- бурові роботи,
- буд-во службових та казармених приміщень для частин ГУВО МГБ на комб. 820